# Shabab Al-Ordon Club
Shabab Al-Ordon Club (tiếng Ả Rập: نادي شباب الأردن) dịch: "Câu lạc bộ thanh niên Jordan") là một câu lạc bộ bóng đá Jordan đóng ở Amman, Jordan. Câu lạc bộ được thành lập vào năm 2002 và được xem là câu lạc bộ mới nhất ở Jordan, nhưng có nguồn gốc từ câu lạc bộ của Al-Qadisiyah. Bên cạnh đó nó là một trong những đội bóng cạnh tranh nhất ở Jordan và thành công trong nhiều thành tựu trong một thời gian rất ngắn, khi họ dành vị trí thứ tư trong Giải vô địch bóng đá Jordan trong năm 2004, vô địch giải đấu trong năm 2005 và cũng giành Jordan Cup vào cùng năm.

## Lịch sử
Trong thực tế của Shabab Al-Ordon Club, với người lãnh đạo đã đóng một vai trò quan trọng trong sự thành công của nó, đặc biệt là chủ tịch của câu lạc bộ Salim Khair người đã trải qua những nỗ lực tốt nhất của mình để đáp ứng yêu cầu toàn bộ câu lạc bộ để đạt được sự hài lòng tốt nhất của mình. Hơn nữa, thành tựu lớn nhất của câu lạc bộ đã được cụ thể hóa trong năm 2007 trong sự thành công của họ trong chiến thắng AFC Cup.
Được biết đến như các câu lạc bộ ở Amman gây tiếng vang mới với láng giềng, màu đỏ và trắng đã được khuấy động gây khó khăn trên sân, phổ biến cho các trận đối đầu với Al Wahdat và Al Faisaly trong cuộc đua danh hiệu khi hiếm có dịp cùng tham gia. Trong giai đoạn 2004–2007 Shabab là đe dọa lớn nhất, tách giải vô địch và cúp qua trái và phải. Nhưng kể từ đó, hình thức đã giảm ở Zarqa và chủ yếu là nhận được ở đó cảm xúc mạnh bằng cách đánh bại các câu lạc bộ ở Amman và danh hiệu tham vọng nhất là chiếc cúp lớn. Nhưng trong cuộc cạnh tranh châu Á, Shabab Al Ordon là đại diện tốt nhất ra nước ngoài, làm khá tốt trong mục tiêu đoạt chiếc cúp AFC. Shabab cũng có quyền tự hào khi là câu lạc bộ duy nhất giành chức vô địch một danh hiệu bên ngoài của Jordan (vô địch AFC cúp một cách đáng ngạc nhiên trong năm 2007.) Thật trớ trêu và lịch sử khi đánh bại người hàng xóm Faisaly trong 2 trân cuối với tỉ số 2–1.
Đội bóng đá nam: Shabab AL-Ordon vô địch Jordanian League Champions và the Jordan cup 2 lần, Super Cup 1 lần, Jordan Shield 1 lần và Asian Championship 1 lần.
Cơ sở vật chất câu lạc bộ: cơ sở đào tạo với sân cỏ nhân tạo, nhiều phòng đa chức năng, tập thể dục, một nhà hàng. Ngoài ra còn một cơ sở khác nhỏ hơn.
Đội bóng đá nữ của câu lạc bộ thành lập năm 2003, Đội chơi ở giải Jordan Women's Football League và là nhà vô địch kỷ lục với sáu danh hiệu tính đến năm 2013.

## Danh hiệu
- Jordan League: 2

2006, 2013.
- Jordan FA Cup: 2

2006, 2007.
- Jordan FA Shield: 2

2007, 2016.
- Jordan Super Cup: 2

2007, 2013.
- AFC Cup: 1
  - Vô địch: 2007.

## Hiệu suất thi đấu trong các lần tham dự AFC
- AFC Cup: 4 lần tham dự

2007: Vô địch
2008: Vòng bảng
2010: Vòng 1/16
2014: Vòng bảng
- AFC Champions League: 1 lần tham dự

2014: Vòng loại play-off

## Đội hình hiện tại

### Đội nam
Ghi chú: Quốc kỳ chỉ đội tuyển quốc gia được xác định rõ trong điều lệ tư cách FIFA. Các cầu thủ có thể giữ hơn một quốc tịch ngoài FIFA.
| Số | VT | Quốc gia | Cầu thủ             |
| -- | -- | -------- | ------------------- |
| 1  | TM | Jordan   | Lo'ai Al-Amaireh    |
| 2  | HV | Jordan   | Ahmad Yasser        |
| 6  | TV | Jordan   | Essam Mubaideen     |
| 8  | TV | Jordan   | Mohammad Al-Alawneh |
| 9  | TV | Jordan   | Yousef Al-Naber     |
| 11 | HV | Jordan   | Oday Zahran         |
| 12 | HV | Jordan   | Amjad Al-Qaroum     |
| 13 | TV | Jordan   | Anas Al-Jbarat      |
| 15 | HV | Jordan   | Rawad Abu Khizaran  |

| Số | VT | Quốc gia | Cầu thủ            |
| -- | -- | -------- | ------------------ |
| 17 | HV | Jordan   | Musa Al-Zubi       |
| 18 | TĐ | Jordan   | Muhannad Abu Saadu |
| 19 | TV | Jordan   | Khaled Abu Rayash  |
| 20 | TĐ | Jordan   | Odai Khadr         |
| 25 | TĐ | Jordan   | Ahmed Al-Essawi    |
| 26 | TV | Jordan   | Ahmed Swan         |
| 27 | TV | Jordan   | Mohammad Al-Emlah  |
| 33 | TM | Jordan   | Yazid Abu Layla    |

### Đội nữ
Ghi chú: Quốc kỳ chỉ đội tuyển quốc gia được xác định rõ trong điều lệ tư cách FIFA. Các cầu thủ có thể giữ hơn một quốc tịch ngoài FIFA.
| Số | VT | Quốc gia | Cầu thủ            |
| -- | -- | -------- | ------------------ |
| —  | TM | Jordan   | Ayat Habib         |
| —  | TM | Jordan   | Zina Al-Saadi      |
| —  | HV | Jordan   | Ala' Al-Dabbas     |
| —  | HV | Jordan   | Ayah Al-Majali     |
| —  | HV | Jordan   | Haya Nofal         |
| —  | HV | Jordan   | Israa' Ajarmeh     |
| —  | HV | Jordan   | Jayda Al-Naber     |
| —  | HV | Jordan   | Nour Ayoub         |
| —  | HV | Jordan   | Nov Hijazi         |
| —  | HV | Jordan   | Sarah Al-Amer      |
| —  | HV | Jordan   | Sawsan Al-Hasaseen |
| —  | HV | Jordan   | Sherin Al-Shalabi  |
| —  | HV | Jordan   | Shurouq Al-Shathli |
| —  | HV | Jordan   | Waed Al-Rawashdeh  |
| —  | TV | Jordan   | Ala' Abu Qasheh    |
| —  | TV | Jordan   | Aseel Al-Berawi    |
| —  | TV | Jordan   | Bara' Al-Rashdan   |

| Số | VT | Quốc gia | Cầu thủ            |
| -- | -- | -------- | ------------------ |
| —  | TV | Jordan   | Dina Aqel          |
| —  | TV | Jordan   | Emma Couric        |
| —  | TV | Jordan   | Hiba Fakhruddin    |
| —  | TV | Jordan   | Larissa Al-Dabouqi |
| —  | TV | Jordan   | Luna Al-Masri      |
| —  | TV | Jordan   | Rand Khreisat      |
| —  | TV | Jordan   | Razan Al-Shmali    |
| —  | TV | Jordan   | Sama Khreisat      |
| —  | TV | Jordan   | Shatha Sahawneh    |
| —  | TV | Jordan   | Yasmin Khair       |
| —  | TĐ | Jordan   | Fatina Abu Al-Wafa |
| —  | TĐ | Jordan   | Stephanie Al-Naber |
| —  | TĐ | Jordan   | Luna Al-Momani     |
| —  | TĐ | Jordan   | Manar Freij        |
| —  | TĐ | Jordan   | Natasha Al-Naber   |
| —  | TĐ | Jordan   | Dina Al-Fayez      |

## Huấn luyện viên trong lịch sử
- Issa Al-Turk (2004–05)
- Nizar Mahrous (2005–08)
- Jamal Mahmoud (2007–08)
- Mohammad Omar (2008)
- Nazar Ashraf (2008–09)
- Jamal Abu Abed (2009)
- Dragan Talajić (2009–10)
- Aristica Cioaba (2010)
- Tom Saintfiet (2010–11)
- Emad Dahbour (2011)
- Alaa' Nabeel (2011–12)
- Florin Motroc (2012–13)
- Maher Bahri (2013)
- Ahmed Abdel-Qader (2013)
- Eugen Moldovan (2013)
- Ali Kmeikh (2013–2014)
- Mohamed Al-Yamani (2014–2015)
- Jamal Mahmoud (2015–)

## Nhà cung cấp trang phục thi đấu
- Jako
- Adidas
- Diadora
- Uhlsport
- Erreà
- Adidas

## Nhà tài trợ

### Nhà tài trợ chính thức
- Burger King
- Papa John's Pizza
- Fuddruckers